# Kolmex
Kolmex – przedsiębiorstwo handlu zagranicznego kolejnictwa zostało powołane w 1964 pod nazwą Centrali Eksportu i Importu Taboru Kolejowego i Urządzeń dla Kolejnictwa, z siedzibą w kompleksie budynków Dyrekcji Okręgowej Kolei Państwowych w Warszawie przy ul. Targowej 74. Od 1965 firma zaczęła używać skróconej nazwy - Kolmex. Następnie jej siedzibę przeniesiono do budynku CHZ Metalexport przy ul. Mokotowskiej 49, zaś w 1992 do nowo wybudowanej własnej siedziby przy ul. Grzybowskiej 80-82.
W międzyczasie, od lat 80., firma rozpoczęła proces przekształceń własnościowych i prywatyzacyjnych, m.in. w 1983 dotychczasowe PHZ Kolmex przekształcając w spółkę z o.o., w 1995 w spółkę akcyjną, w 1998 Ministerstwo Skarbu Państwa podejmując decyzję o prywatyzacji, po wielu nieprawidłowościach w tych działaniach w 2017 wydając postanowienie o jej postawieniu w stan upadłości, którego jeszcze nie zakończono. Istnieją też plany zburzenia dotychczasowego biurowca i wybudowania na jego miejscu wysokościowca.